# 笼目结螺
笼目结螺（学名：Bedeva birileffi），是新腹足目骨螺科Bedeva的一种。主要分布于韩国、台湾，常栖息在浅海珊瑚礁、岩石底。